# 폴란드 텔레비전
폴란드 텔레비전(Telewizja Polska S.A., TVP)는 폴란드의 공영 텔레비전 방송국이다. TVP의 주 수입원은 수신료이며, 일부 광고 및 후원으로 운영되고 있다.

## 연혁
- 1935년 : PIT (Państwowy Instytut Telekomunikacyjny - 공립 정보 통신 연구소)에서 최초의 텔레비전 서비스 구축 시작.
- 1937년 : 흑백 텔레비전 시험 방송국 설립
- 1938년 : 시험 채널 출범. 정규 방송은 1941년으로 결정.
- 1939년 : 나치 독일에 의해 방송 장비 파괴.
- 1947년 : PIT에서 텔레비전 방송 재구축을 시작.
- 1951년 : 제2차 세계 대전 이후 처음으로 시험 방송 재개.
- 1953년 : 폴란드 최초의 정규 텔레비전 방송국 개국.
- 1958년 : 뉴스 프로그램 Dziennik Telewizyjny 방송 시작.
- 1970년 : TVP2 개국
- 1971년 : 컬러 텔레비전 방송 시작 (SECAM)
- 1989년 : 문자 다중 방송 서비스 제공.
- 1989년 : Dziennik Telewizyjny의 방송이 종료되고 Wiadomości 방송 시작.
- 1992년 : TV방송과 라디오 방송 사업자 분리.
- 1993년 : 유럽 방송 연맹에 가입
- 1995년 : 컬러 텔레비전 방송 규격을 PAL로 변경

## 채널

### 지상파 채널
- TVP1 /  TVP1 HD - 뉴스 및 시사, 영화, 드라마, 스포츠 등을 방송. 22시간 방송.
- TVP2 /  TVP2 HD - 뉴스, 영화, 오락, 문화 등을 방송. 23.5 시간 방송.
- TVP3 - TVP의 지역 채널. (2002-2007, 2016-, 2007년 TVP Info로 대체됐다가 2016년 1월 1일 TVP Regionalna에서 개명하며 부활)
- TVP Polonia / TVP Polonia HD – 해외의 폴란드 교포들을 대상으로 한 채널로 국내의 TVP 프로그램을 재전송한다. 24시간 방송.
- TVP HD
- TVP Wilno – 리투아니아의 폴란드 교포들을 대상으로 한 채널. Wilno는 빌뉴스의 폴란드어 이름.

### 지역 채널
| - TVP Białystok - 포들라스키에주 - TVP Bydgoszcz - 쿠야비포모제주 - TVP Gdańsk - 포모제주 - TVP Gorzów Wielkopolski - 루부시주 - TVP Katowice - 실롱스크주 - TVP Kielce - 시비엥토크시스키에주 - TVP Kraków - 마워폴스카주 - TVP Lublin - 루블린주 | - TVP Łódź - 우치주 - TVP Olsztyn - 바르미아마주리주 - TVP Opole - 오폴레주 - TVP Poznań - 비엘코폴스카주 - TVP Rzeszów - 포트카르파츠키에주 - TVP Szczecin - 서포모제주 - TVP Warszawa - 바르샤바, 마조프셰주 - TVP Wrocław - 돌니실롱스크주 |

### 케이블 및 위성 채널
- TVP Info / TVP Info HD – 뉴스 채널. 24시간 방송.
- TVP Historia – 역사 채널. 20시간 방송.
- TVP Kultura / TVP Kultura HD – 문화 채널.  21시간 방송.
- TVP Seriale – 시리즈물 방송. 케이블 및 위성 전용 채널. 21시간 방송.
- TVP Sport /  TVP Sport HD – 스포츠 채널. 21시간 방송.
- TVP Rozrywka – 예능 채널. 20시간 방송.
- TVP ABC – 어린이 채널. 15시간 방송.
- TVP Dokument (HD) - 다큐멘터리 채널.
- TVP Kobieta / TVP Kobieta HD - 여성 채널.
- TVP abc 2 – 교육 채널. 4시간 방송.
- Belsat TV – 벨라루스어 방송 채널. 16시간 방송.
- TVP Nauka (HD) - 과학 채널
- TVP World (HD) – 영어 채널.
- Alfa TVP

### 인터넷 전용
- TVP Parlament – 정치 채널.
- TVP Kultura 2 – 문화 채널.
- TVP Historia 2 - 역사 채널.
- Jasna Góra TV

### 계획중인 채널
- TVP Rozrywka International – 국제 방송

##### 방송 종료된 채널
- TVP Regionalna (1994-2002, TVP3로 대체)
- Tylko Muzyka – 음악 채널 (1997-1998)
- TVP Regionalna – TVP의 지역 채널 (1994-2002, 2013-5)
- Poland in - 2018~2021 – TVP World로 확대
- Tvp Eszkoła 2020 2022

## 로고

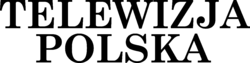
1952-1956
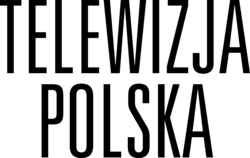
1956-1963
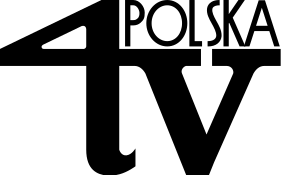
1963-1976
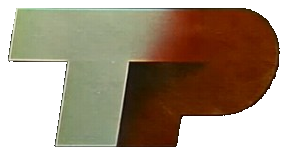
1976-1992
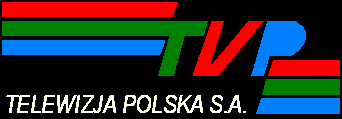
1992-2003
2003-present

## 같이 보기
- 폴스키에 라디오